# هارولد هویت
هارولد هویت (انگلیسی: Harold Hewitt؛ زادهٔ ۹ سپتامبر ۱۹۳۸) ورزشکار روئینگ اهل استرالیا است.
وی در مسابقات کشوری و بین‌المللی در مجموع برندهٔ ۱ مدال برنز شده‌است.